# خاجه توهیر (تاجیکستان)
خواجه طاهِر (به لاتین: Khoja Tohir) یک منطقهٔ مسکونی در تاجیکستان است که در ولایت سغد واقع شده‌است.